# شوخی کردم
شوخی کردم…! مجموعه‌ای نمایش خانگی به کارگردانی مهران مدیری است که در قالب طنز آیتمی برای پخش در شبکه نمایش خانگی آماده شد و سریال عطسه ادامه این سریال است. پس از پایان پخش تمامی قسمت‌ها این برنامه با اصلاحات و سانسورهای فراوان،  در ایام نوروز ۱۳۹۶ در ساعت ۲۳ از شبکه ۵ در قالب ۱۳ قسمت پخش شد.
جدا از حذف کامل یا سانسور بعضی از آیتم‌ها، یکی از بخش‌هایی که به‌طور کامل در پخش تلویزیونی برنامه از شبکه پنج سیما حذف شد، مجموعه نمایش نوازنده‌های در حال اجرا با سازهای مختلف بود که در میان کلیپ‌های نمایشی این مجموعه به صورت بی کلام و در یک قسمت باکلام به نوازندگی یک یا چند ساز مو‌سیقی می‌پرداختند.
مهران مدیری مدتی پس از اتمام تصویربرداری سریال ویلای من در سال ۱۳۹۱، پیش تولید سریال شوخی کردم را با حضور بیش از ۶۷ نفر از چهره‌های مطرح طنز ایران در بیست سال گذشته آغاز کرد. تولید فصل اول این سریال در دوازده مجموعه دو قسمتی به پایان رسیده و پخش اولین مجموعه آن با موضوع «خلاقیت (دروغ)» در شبکهٔ نمایش خانگی از ۱۵ دی ۱۳۹۲ آغاز شد.

## اجرا
مجری مجموعه شوخی کردم مهران مدیری است. وی در خلال مجموعه، دربارهٔ موضوع برنامه با لحنی طنز و انتقادی به صورت استندآپ کمدی اجرا می‌کند.

## آیتم‌ها
مهران مدیری در ابتدا، اواسط و انتهای هر قسمت به عنوان مجری برنامه صحبت می‌کرد. در مجموعه شوخی کردم، کلیپ‌های طنز در محیط‌ها و قالب‌های خاصی اجرا می‌شود:
- اتاق عمل: این کلیپ در اتاق عمل و در حین عمل جراحی اجرا می‌شود. نقش جراح را مهران مدیری بازی می‌کرد که پزشکی بی‌اعصاب و بددهن بود.
- عصر حجر: این کلیپ در محیط عصر حجر و با حضور انسان‌های نخستین اجرا می‌شود. مهران غفوریان، آرش نوذری، رابعه اسکویی، فلامک جنیدی و دریا مرادی‌دشت بازیگران این آیتم بودند.
- متهم و بازپرس: این کلیپ مجموعه گفتگوهای بین یک مجرم خطرناک سابقه دار اما بسیار خونسرد و بازپرس بداخلاقش است. نقش متهم را مهران غفوریان و نقش بازپرس را سام نوری بازی می‌کردند که بیننده همیشه فقط چهره متهم را می‌دید و فقط صدای بازپرس به نمایش درمی‌آمد.
- زن و شوهر باتجربه: این کلیپ خاطرات زن و شوهر پیشکسوت و بی‌شعوری را نمایش می‌دهد که بی‌وقفه حرف می‌زنند و فرزندشان هم به خاطر حماقت آنها مرده‌است. نقش شوهر را هادی کاظمی و نقش زن را شبنم فرشادجو بازی می‌کردند.
- اخبار: این کلیپ در قالب خبر پخش می‌شد. الیکا عبدالرزاقی، مهران مدیری و در بعضی قسمت‌ها سیامک انصاری و عارف لرستانی نقش گویندگان خبر را اجرا می‌کردند.
- نقد ادبی: این کلیپ محفل ادبی شاعرانه‌ای بود که در آن مهران مدیری در نقش یک شاعر معروف در میان مردم به خوانش، ارزیابی و نقد شعر می‌پرداخت.
- مشاور خانواده: این کلیپ به تقلید از برنامه‌های مشاوره‌ای شبکه‌های ماهواره‌ای که با تلفن کردن به کارشناسان انجام می‌گیرد، تهیه شده بود. مهران مدیری در (مجموعه ۲) و یوسف صیادی در (مجموعه ۴) نقش مشاور را بازی کرده‌اند.
- گزارشگر تلویزیونی: گزارشگرانی مانند سپند امیرسلیمانی و علی اوجی و کمند امیرسلیمانی به میان مردم کوچه و بازار می‌رفتند و گزارش‌هایی تهیه می‌کردند. این آیتم کنایه به گزارش‌های مردمی صدا و سیما است.
- میزگرد تلویزیونی اجتماعی و کارشناس مهمان: نقش مجری برنامه را رامین ناصر نصیر بازی می‌کرد و در هر قسمت یک مسئول بی‌لیاقت و بی کفایت در این برنامه صحبت می‌کرد.
- میزگرد تلویزیونی سینما و کارشناس مهمان: این بخش به تقلید از برنامه ۷ درست شده‌است. نقش مجری برنامه را غلامرضا نیکخواه بازی می‌کرد و در آن سازندگان و منتقدان فیلم‌های روز دنیا صحبت می‌کردند.
- تماس مردم با رادیو بازیگر مجری رادیو: آذین رئوف
- تبلیغات با صدای مهران مدیری با کنایه به تبلیغات مختلف تلویزیون و ماهواره
- موارد متفرقه در قالب‌های متغیر

## قسمت‌ها
| قسمت    | موضوع                  |
| ------- | ---------------------- |
| اول     | خلاقیت (دروغ)          |
| دوم     | زندگی زناشویی (ازدواج) |
| سوم     | خشونت                  |
| چهارم   | سلامت                  |
| پنجم    | اعتیاد                 |
| ششم     | نوروز (عید)            |
| هفتم    | اقتصاد                 |
| هشتم    | مُد                     |
| نهم     | انتقاد                 |
| دهم     | مهاجرت                 |
| یازدهم  | آگاهی                  |
| دوازدهم | پایان                  |
| سیزدهم  | پشت صحنه               |

## بازیگران
* امیرکاوه آهنین‌جان

- برزو ارجمند
- شراره ارمغانی
- تینا اسدی
- رابعه اسکویی
- سپند امیرسلیمانی
- کمند امیرسلیمانی
- سیامک انصاری
- علی اوجی
- لیلا ایرانی
- پوریا ایرایی
- بهنوش بختیاری
- بیژن بنفشه‌خواه
- علی بوستان
- ستاره پسیانی
- رامین پورایمان
- فرزانه تفرشی
- بهناز توسلی
- فلامک جنیدی
- شقایق جودت
- الهه حصاری
- زهرا داوودنژاد
- جوانه دلشاد
- نصرالله رادش
- شقایق رحیمی‌راد
- سید جواد رضویان
- آذین رئوف
- سحر زکریا
- هدی زین‌العابدین
- لادن سلیمانی
- نادر سلیمانی
- ماندانا سوری
- رضا شفیعی‌جم
- شادان شهیدی
- پرستو صالحی
- لاله صبوری
- یوسف صیادی
- گلناز عباسی
- الیکا عبدالرزاقی
- سوزان عزیزی
- مهران غفوریان
- شبنم فرشادجو
- شهروز فرهادیه
- مهدی فقیه
- نیما فلاح
- رضا فیض نوروزی
- حمید کاشانی
- هادی کاظمی
- عارف لرستانی
- علی لک‌پوریان
- مهران مدیری
- دریا مرادی‌دشت
- نگین معتضدی
- آریو ملت‌دوست
- رامین ناصرنصیر
- آرش نوذری
- حسین نوروزی
- سام نوری
- غلامرضا نیکخواه
- سحر ولدبیگی
- فاطمه هاشمی
- ساعد هدایتی
- محمدرضا هدایتی

## نمایش نوازنده‌ها
یکی از ویژگی‌های این مجموعه نمایش نوازنده‌های در حال اجرا با سازهای مختلف بود که در میان کلیپ‌های نمایشی این مجموعه به صورت بی کلام و در یک قسمت باکلام به نوازندگی یک یا چند ساز موسیقی می‌پرداختند. این قسمت‌ها تماماً در پخش تلویزیونی برنامه از شبکه پنج سیما حذف شدند.

## پخش
مجموعه نمایشی شوخی کردم در هر بار توزیع به صورت یک دی‌وی‌دی، دو قسمت را در بر می‌گرفت که هر دو قسمت بر روی یک موضوع متمرکز هستند.

### آگهی و اسپانسرهای برنامه
در خلال پخش برنامه‌ها و آیتم‌ها، آگهی‌های متفاوتی از سوی اسپانسرهای متعدد پخش می‌گشت.
قبل از شروع سریال نیز آگهی‌ها و تبلیغات زیادی پخش می‌شد که تماماً جدی بودند. البته این بخش را نباید با بخش آیتم آگهی‌های طنز اشتباه گرفت.